# کلتگاو
کلتگاو (به آلمانی: Klettgau) یک شهر در آلمان است که در Waldshut واقع شده‌است. کلتگاو ۷٬۴۴۰ نفر جمعیت دارد.

## خواهرخوانده
شهرهای Clisson و سانتزا خواهرخوانده‌های کلتگاو هستند.